# Franz Schneiderhan
Franz Schneiderhan (* 9. Oktober 1863 in Meidling; † verunglückt vermutlich am 20. September 1938 in der Nähe des Gasthofes Wüstelau, Gemeinde Kaprun) war ein österreichischer Kulturfunktionär.

## Leben
Schneiderhan wurde als Sohn Bäckermeisters, Bürgermeisters von Untermeidling und Stadtrats von Wien Josef Schneiderhan (1837–1918) geboren. Er war der Großonkel der Violinvirtuosen Walter und Wolfgang Schneiderhan.
Von 1882 bis 1885 studierte er an der Hochschule für Bodenkultur in Wien. Während seines Studiums wurde er 1882 Mitglied der Burschenschaft Arminia Wien. 1885 bis 1886 war studierte er Volkswirtschaft und Philosophie an der Sorbonne in Paris und am Collège de France. Danach nahm er Gesangsunterricht in Wien, unter anderem bei Josef Gänsbacher. 1886 arbeitete er in der Hutfabrik P. Ladstätter & Söhne, deren Gesellschafter er 1891 wurde. 1892 heiratete er Amalie Ladstätter.
Schneiderhan war von 1926 bis 1933 Generaldirektor der Österreichischen Staatstheater. Von 1935 bis 1938 fungierte er als Präsident der Internationalen Stiftung Mozarteum. 
Im rotarischen Jahr 1935/36 war er Präsident des Rotary Club Salzburg und im darauffolgenden Jahr 1936/37 Governor des deutsch-österreichischen Rotary-Distriktes 73. Im rotarischen Jahr 1937/38 war Schneiderhan Mitglied des Zentralvorstandes (Board of Directors), dem höchsten Exekutivorgan der Dachorganisation Rotary International.